# František Zíta
František Zíta (* 29. November 1909 in Prag; † 1. Oktober 1977 ebenda) war ein tschechoslowakischer Schachspieler.
Er spielte bei vier Schacholympiaden: 1937, 1939, 1952 und 1954. Außerdem nahm er 1957 an der Europäischen Mannschaftsmeisterschaft teil.
Im Jahre 1950 wurde ihm der Titel Internationaler Meister (IM) verliehen.